# Olmedo (Valladolid)
Olmedo es un municipio y localidad española de la provincia de Valladolid, en la comunidad autónoma de Castilla y León. 

## Geografía
El municipio está situado al sur de la provincia de Valladolid, a unos 42 kilómetros de Valladolid. Forma parte de la comarca tradicional de Tierra de Pinares, a 768 metros sobre el nivel del mar. Por su término municipal discurren el río Eresma al noreste y el río Adaja al oeste. Está atravesado por la N-601 y varias carreteras comarcales. 
| Noroeste: Pozal de Gallinas, Pozaldez | Norte: Matapozuelos, Hornillos de Eresma, Alcazarén | Noreste: Pedrajas de San Esteban |
| Oeste: La Zarza                       |                                                     | Este: Aguasal                    |
| Suroeste: Ataquines, Ramiro           | Sur: Bocigas, Almenara de Adaja, Ataquines          | Sureste: Aguasal                 |

## Toponimia
Olmedo debe su nombre a la abundancia de olmos que, hasta la aparición de la grafiosis, abundaban en su término. Algunos historiadores apuntan su fundación a un asentamiento de los vacceos. Entre los manuscritos conservados en la parroquia de San Miguel de esta villa, hay uno donde se lee que los vacceos de los pueblos vecinos llegaron a este lugar con ocasión de sus cacerías y, fatigados por el calor, se acogieron a la sombra de un olmo y, "deseosos de gozar situación tan agradable como útil, procuraron que los pueblos más vecinos hiciesen allí su asiento", a esta nueva población dieron el nombre de tal árbol. Pero, en realidad, nada se sabe de su existencia hasta el año 1085, donde aparece entre los pueblos que Alfonso VI ganó a los moros.
El término se encuentra en Tierra de Pinares, a pesar de su nombre. Colectivo de olmo olmedo (<lat. ǔlmĕtu). Compárese  Olmedo de Camaces (Salamanca), Olmedillo de Roa (Burgos), etc. Junto al colectivo en -edo alterna la forma en -eda, como es usual: La Olmeda de Jadraque (Guadalajara), Olmeda de las Fuentes (Madrid), Olmedilla de Alarcón (Cuenca) etc., o el simple fitónimo Los Olmos (Teruel], Olmos de Ojeda(Palencia), Olmosalbos (Burgos), Olmilllos de Muño (Burgos), etc.

## Historia

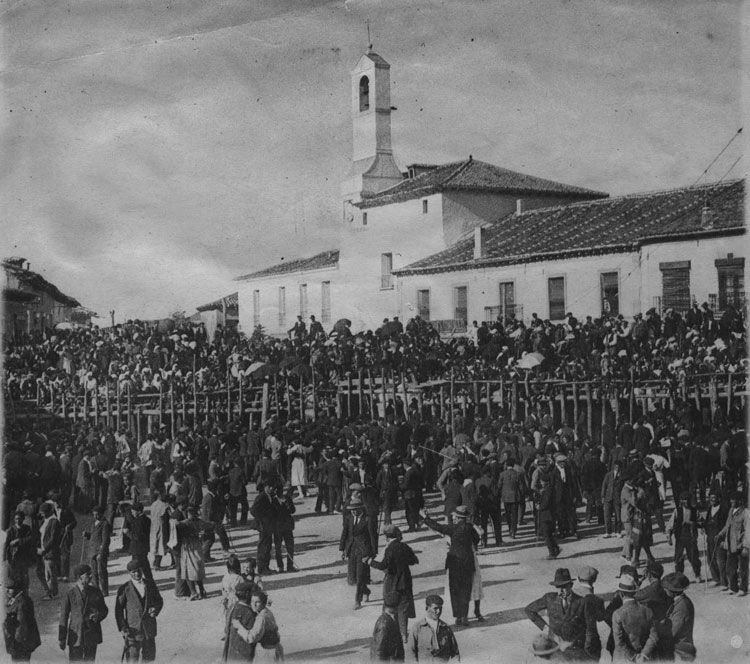
Baile popular en la plaza mayor de Olmedo, principios del.

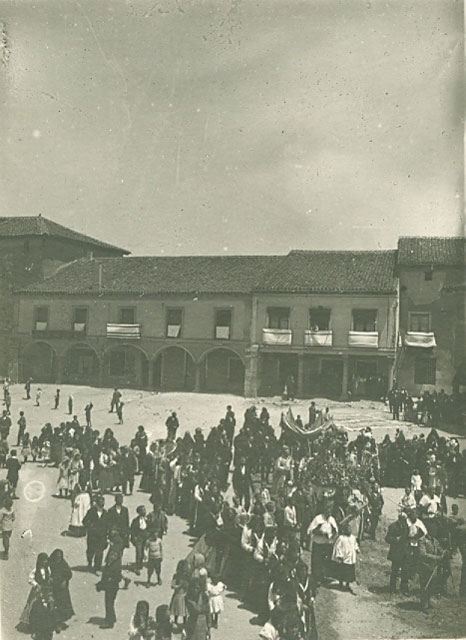
Corpus de 1916 en la plaza mayor

Fue una de las poblaciones conquistadas por Alfonso VI antes de 1085. Fue repoblada en cualquier caso a raíz de la conquista de Toledo a la vez que villas como Íscar, Coca o Cuéllar —concretamente en 1093—[cita requerida] otorgándosele el fuero de Roa.
En 1353 estuvo en la localidad Pedro I «el Cruel», cuando rompió definitivamente con su esposa para volver a reunirse con María de Padilla, cuya hija adulterina, Constanza, que, no obstante, fue jurada juntamente con sus hermanas heredera de la corona, y después fue Duquesa de Lancaster, recibió Olmedo y otras villas a cambio de la renuncia a sus derechos a la corona que otorgó en 1388.
Habiendo pasado más tarde al dominio de Aragón, cuando este declaró la guerra a Juan II de Castilla, Olmedo se alió con Juan II, siendo severamente castigada. El rey de Castilla se presentó con su ejército a sitiarla, y venció a los aragoneses en la batalla de Olmedo. Los aragoneses la abandonaron esa misma noche.
En 1467 fue corte del infante Don Alfonso, levantado en armas contra Enrique IV, y el 20 de agosto se trabó junto a Olmedo una batalla en la que el bando alfonsino venció, pero no llegó a entrar en la ciudad, la cual, al año siguiente, pasó a poder de la princesa que había de ser Isabel la Católica. Su esposo Fernando, despachó aquí su convocatoria de las Cortes de Aragón que en 1515 se reunirían en Calatayud.
La importancia que se daba a Olmedo en aquella época se deduce del refrán:

Quien señor de Castilla quiera ser,
a Olmedo de su parte ha de tener.

Felipe V, el primer Borbón rey de España, concede un privilegio a Olmedo, que es firmado después por sus sucesores. En 1811 el rey José Bonaparte pasó unos días alojado en la villa.
Entre 1884 y 1993 el municipio estuvo enlazado con la red ferroviaria a través de la línea Segovia-Medina del Campo, contando con su propia estación.

## Demografía
Cuenta con una población de 3564 habitantes (INE 2024).
| Gráfica de evolución demográfica de Olmedo entre 1842 y 2021 |
| |
| Población de derecho según los censos de población del INE Población de hecho según los censos de población del INEEntre el censo de 1857 y el anterior, crece el término del municipio porque incorpora a 475021 (Valviadero) |

## Cultura

### Patrimonio

#### Arquitectura histórica
- Muralla de Olmedo.

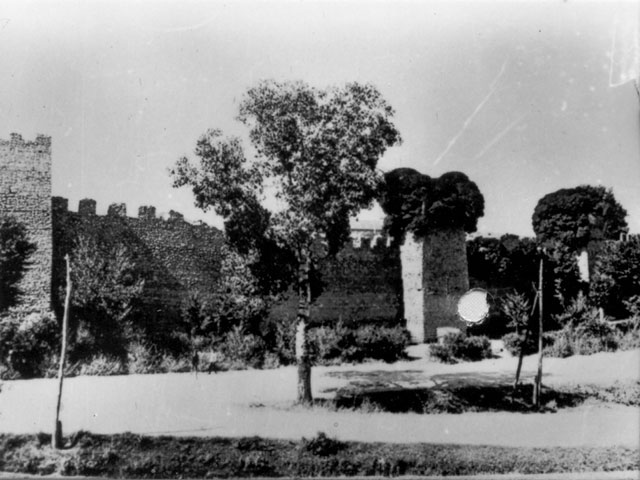
Muralla de Olmedo.

- Arco de la Villa, llamado también de San Juan, sirve de entrada en los encierros tradicionales al estilo de la villa.
- Arco de San Miguel.
- Real Chancillería.
- Torre del Reloj.

#### Arquitectura civil

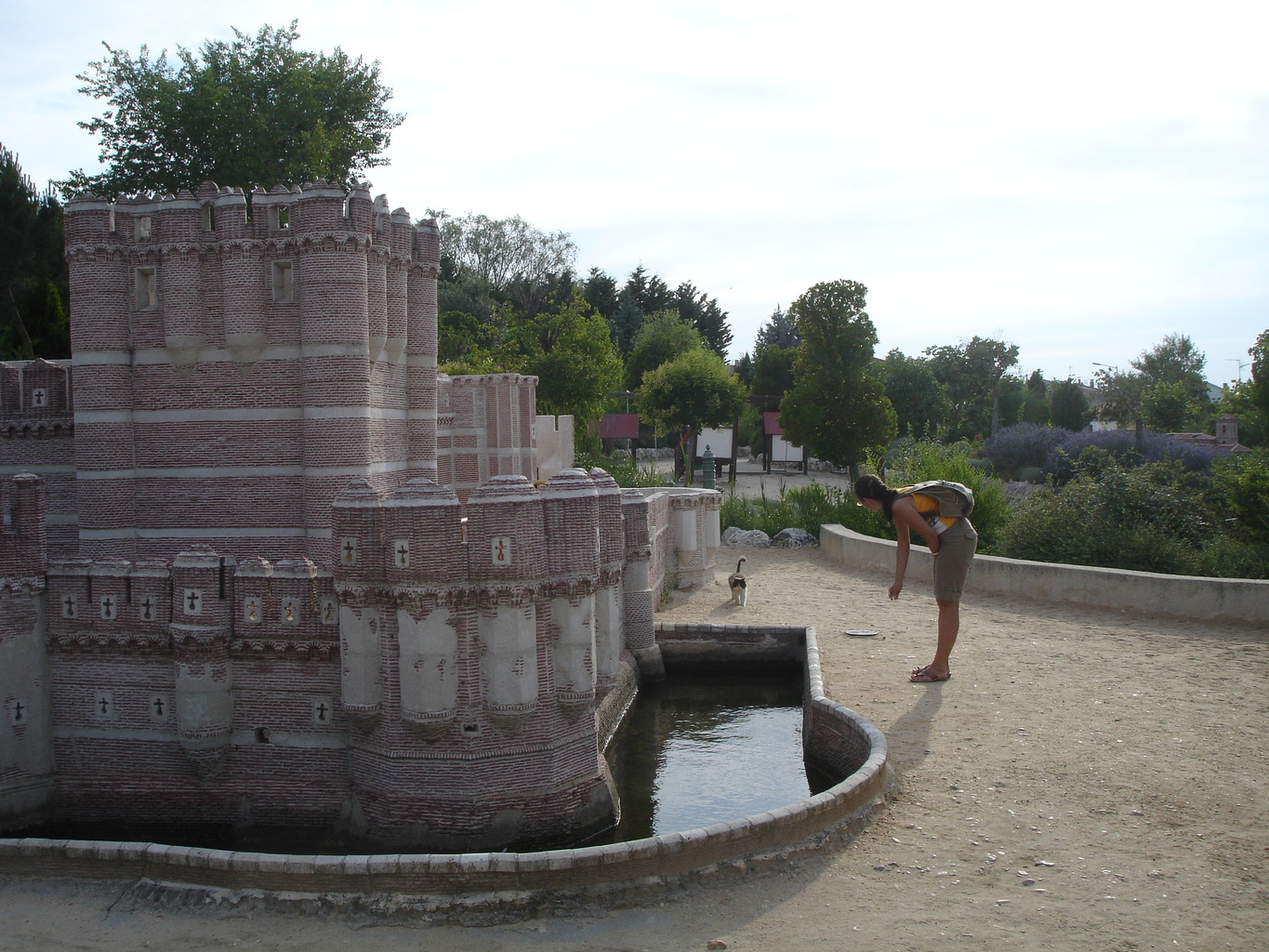
Réplica del Castillo de Coca en el parque temático Mudéjar.

- Parque temático Mudéjar, parque con réplicas a escala de los edificios mudéjares más significativos de Castilla y León.[7]
- Casa de la Villa
- Casa de los Dávila
- Casa de los Ortega
- Casa de los Trocha
- Casa del Pósito
- Estación de ferrocarril
- Fuente del Caño Nuevo
- Antiguo lavadero

#### Arquitectura religiosa

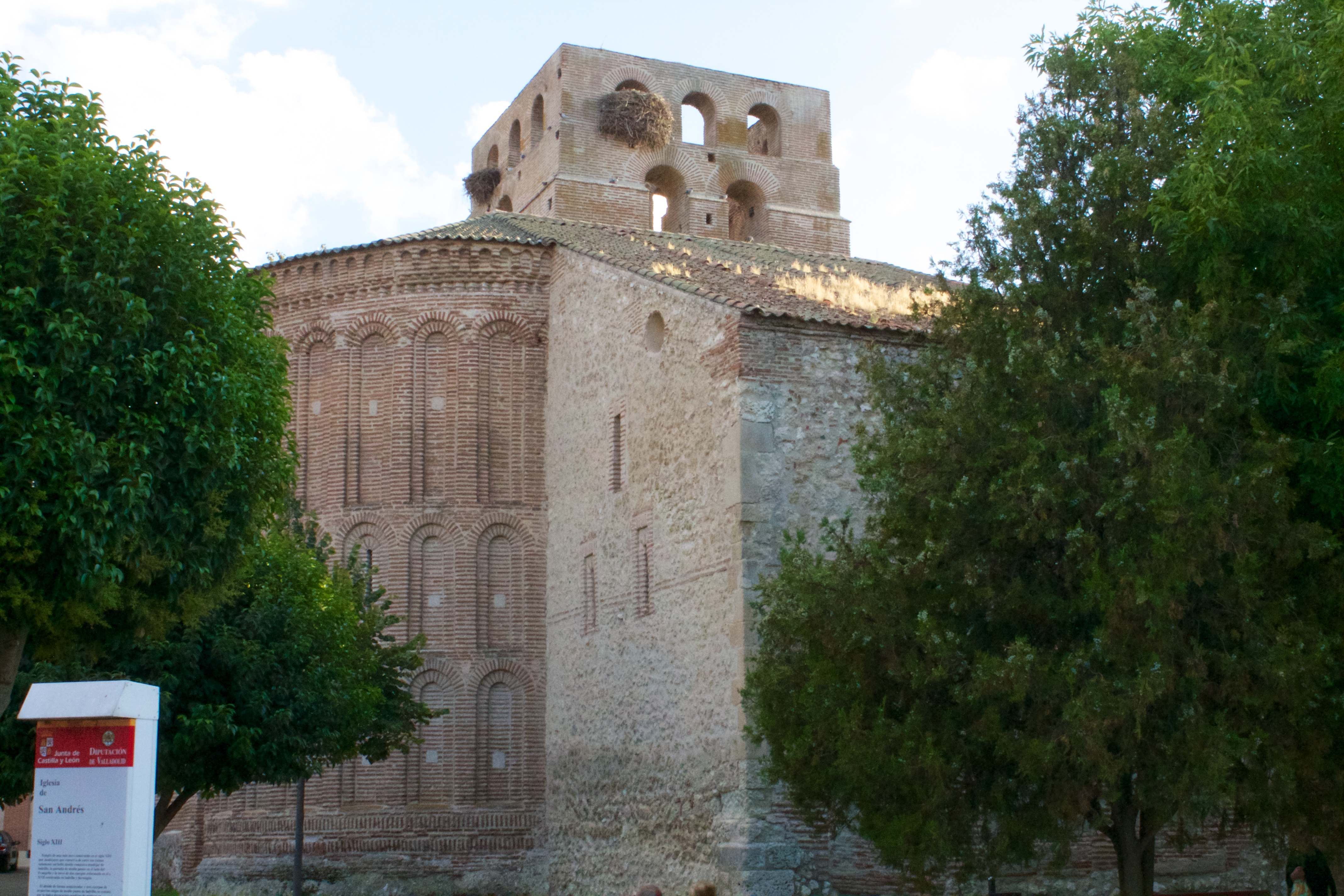
Iglesia de San Andrés.

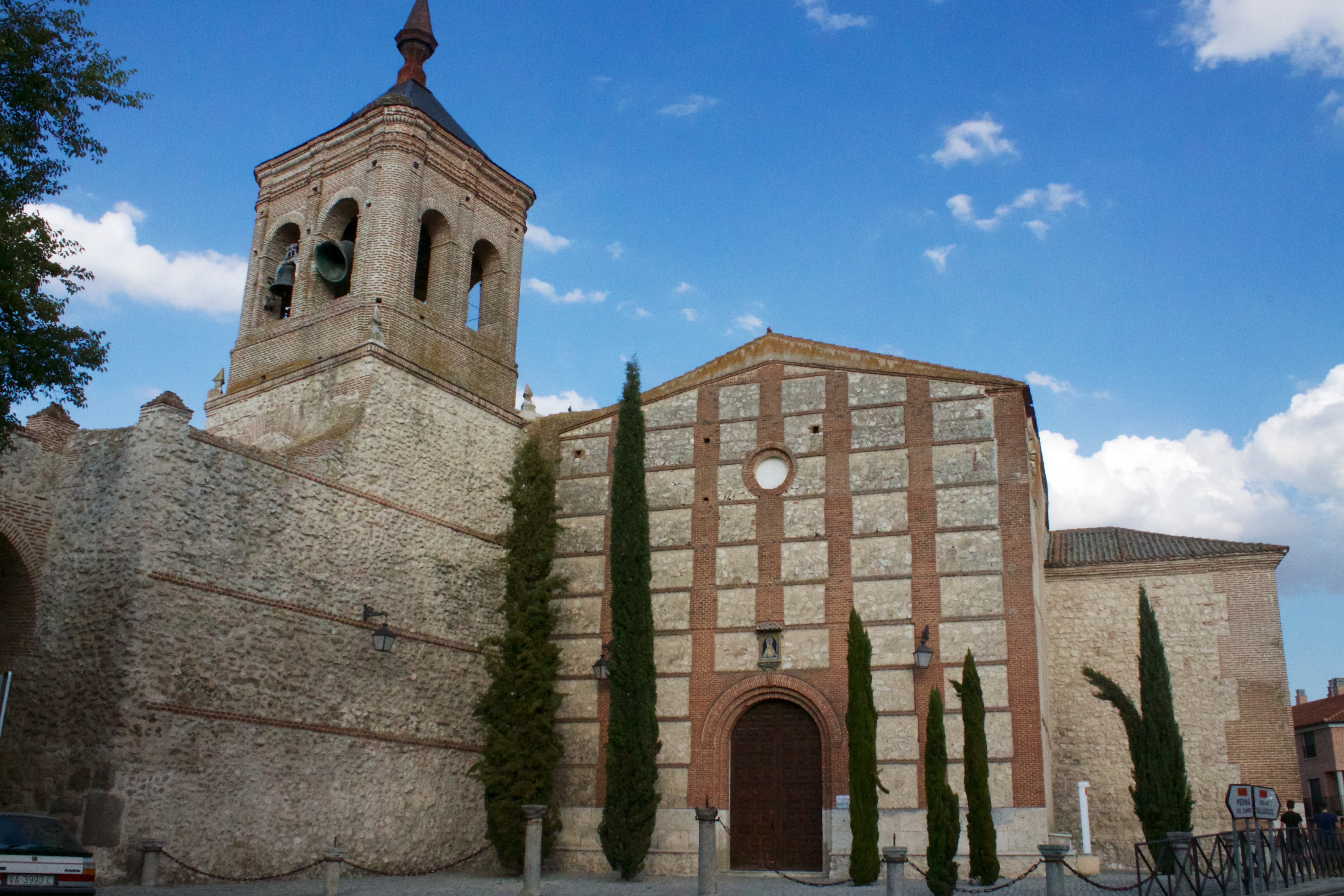
Iglesia de San Miguel.

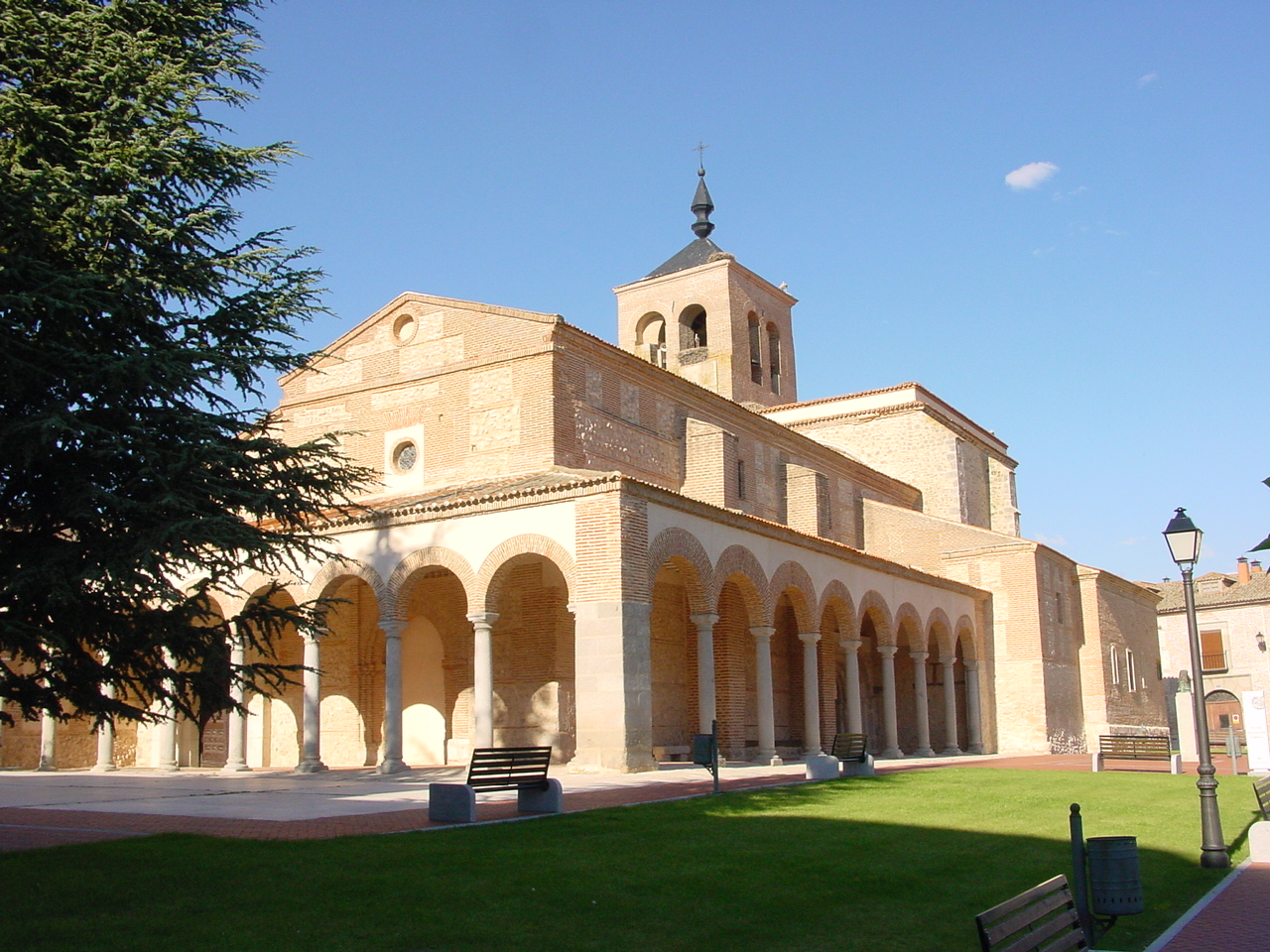
Iglesia de Santa María del Castillo.

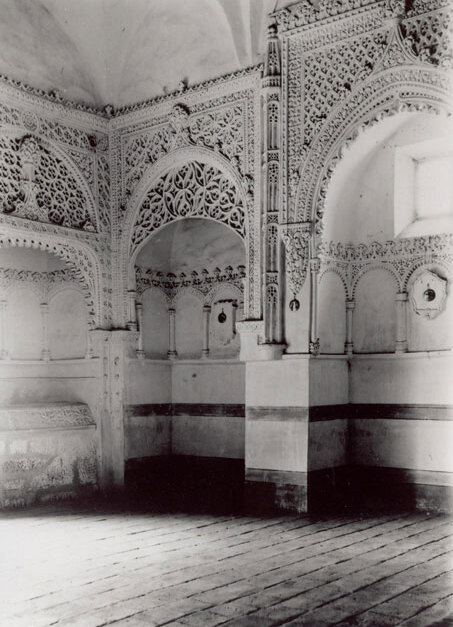
Capilla del crucifijo del Monasterio de Santa María de la Mejorada.

- Iglesia de San Andrés, de estilo románico, data del siglo XIII.
- Iglesia de San Miguel, de estilo gótico y mudéjar, data del siglo XIII.
- Iglesia de Santa María del Castillo, posee una portada románica del siglo XII, con trasformaciones de estilo mudéjar en el siglo XV y góticas del siglo XVI.
- Iglesia de San Juan.
- Monasterio de la Concepción.
- Monasterio Madre de Dios.
- Monasterio de Nuestra Señora de la Merced Calzada.
- Monasterio de Santa María de la Mejorada (se encuentra en Calabazas, que pertenece a Olmedo)
- Monasterio de Sancti Spiritus, fundado en 1128 por Sancha Raimúndez, hermana de Alfonso VII de León, sobre cuyos restos se construyó en 2005 el Balneario Villa de Olmedo. Del edificio monacal se conserva sólo un patio y la bóveda que cubría la iglesia.
- Ábside de la Trinidad.

### Esculturas y memoriales
- Monumento al Caballero de Olmedo.

### Fiestas
Celebran en la villa dos fiestas al año, una religiosa en el Aniversario de la Coronación de la Virgen de la Soterraña, el 10 de octubre, y otra más laica y popular en torno a las fiestas de San Miguel y San Jerónimo, el 29 y 30 de septiembre. Dentro de estas fiestas, destacan sus encierros tradicionales, Fiesta de Interés Turístico Regional.

## Personas destacadas

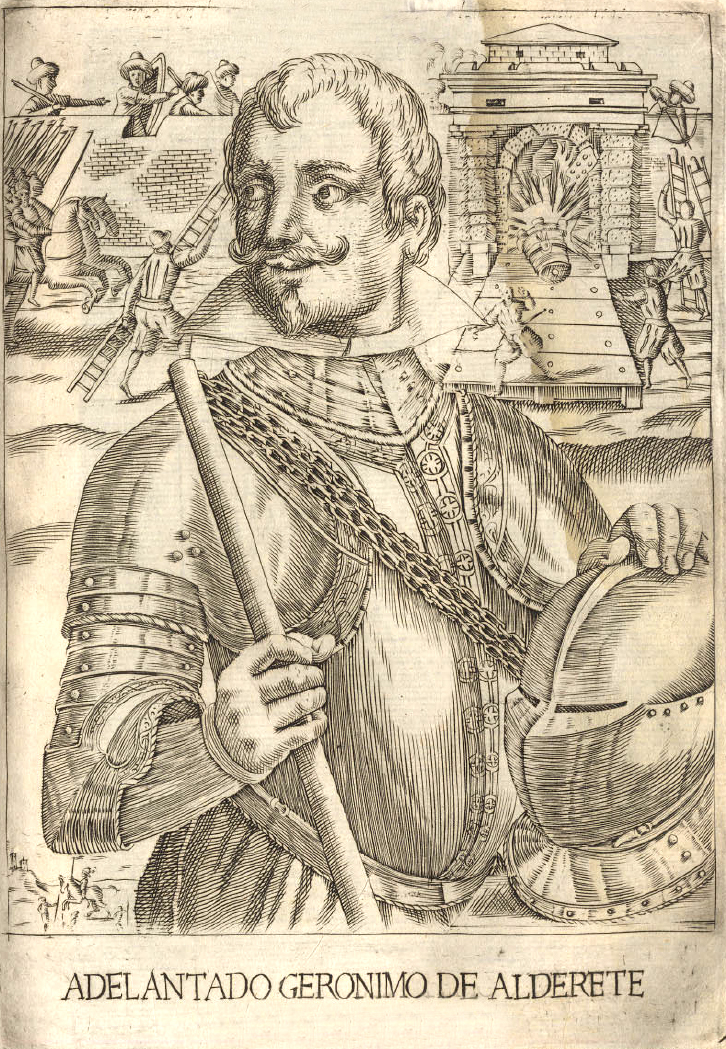
Jerónimo de Alderete, conquistador español

## Hermanamientos
- Olmedo (Italia)